# 유후쓰군

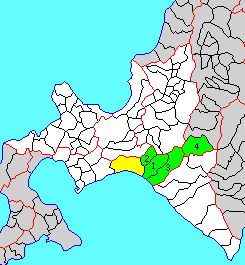
유후쓰 군의 위치

유후쓰군(일본어: 勇払郡)은 일본 홋카이도 중남부, 이부리 지청과 가미카와 지청의 군이다.
인구 20,171명, 면적 1,924.54km², 인구밀도 10.5명/km².(2025년 2월 28일, 주민기본대장인구)
이하 3정 1촌으로 구성된다.
- 이부리 지청(胆振支庁)
  - 아비라정(安平町)
  - 아쓰마정(厚真町)
  - 무카와정(むかわ町)

- 가미카와 지청(上川支庁)
  - 시무캇푸촌(占冠村)

## 역사
에도 시대에 유후쓰 군역은 동 에조치에 속했고 마쓰마에번에 의해 유후트 장소가 설치되어 도마코마이에는 기타마에 선이 기항하기도 했다. 에도 시대 후기, 국방을 위해 1799년 유후쓰 군역은 천령이 되었다. 1869년 8월 15일에 유후쓰 군이 두어졌고 홋카이도 이부리국에 포함되었다.
1882년 2월 8일에는 폐사치현과 함께 삿포로 현의 소관이 되었다. 1897년에 지청제가 도입되면서 무로란 지청(1922년부터 이부리 지청)의 관할이 되었지만 1906년에 시무캇푸 촌이 가미카와 지청에 이관되었다. 1948년에는 도마코마이 시가 시로 승격해 유후쓰 군으로부터 이탈했다. 2006년 3월 27일, 하야키타 정·오이와케 정이 합병하여 아비라 정이 성립하였고 무카와 정·호베쓰 정이 합병해 무카와 정이 성립하였다.